# نونو سيلفا (لاعب كرة قدم)
نونو سيلفا (15 يوليو 1986 في البرتغال - ) هو لاعب كرة قدم برتغالي في مركز الهجوم. لعب مع نادي إيسبينهو.

## وصلات خارجية
- نونو سيلفا (لاعب كرة قدم) على موقع قاعدة بيانات كرة القدم.إي يو (الإنجليزية)